# 1034
Évszázadok: 10. század – 11. század – 12. század
Évtizedek: 980-as évek – 990-es évek – 1000-es évek – 1010-es évek – 1020-as évek – 1030-as évek – 1040-es évek – 1050-es évek – 1060-as évek – 1070-es évek – 1080-as évek
Évek: 1029 – 1030 – 1031 – 1032 –  1033 – 1034 – 1035 – 1036 – 1037 – 1038 – 1039

## Események
- április 11. – Zoé bizánci császárnő férjhez megy, és új férjét IV. Mikhaél néven császárrá emeli (1041-ig uralkodik).
- május 10. – I. Kázmér lengyel herceg trónra lépése (1058-ig uralkodik).
- november 25. – I. Duncan skót király trónra lépése (1040-ig uralkodik).

## Születések
- szeptember 3. – Go-Szandzsó japán császár († 1073).